# Waf (logiciel)
Waf est un moteur de production semblable à SCons, mais disposant d'une gestion des dépendances comme avec Autoconf ou CMake.

## Caractéristiques
- Portable sur des systèmes UNIX-like et non-UNIX (type Windows)
- Léger
- Support de commandes standard : configure, clean, distclean, install et uninstall

## Exemple de fichier Waf
Ceci est un exemple de fichier wscript présent à la racine du projet :
```
top
 
=
 
'.'

out
 
=
 
'build'

def
 
options
(
opt
):

    
opt
.
load
(
'compiler_c'
)

 	

def
 
configure
(
conf
):

    
conf
.
load
(
'compiler_c'
)

def
 
build
(
bld
):

    
bld
.
program
(
source
 
=
 
'hello-world.c'
,
 
target
 
=
 
'hello-world'
,
 
features
 
=
 
'c cprogram'
)

```